# SGDC-1
Le SGDC-1 (Satellite Géostationnaire de Défense et Communications Stratégiques 1) est un satellite de communication géostationnaire brésilien qui a été construit par Thales Alenia Space et lancé par Arianespace. Il est situé à la position orbitale de 75 degrés de longitude ouest et il est exploité par l'entreprise brésilienne Telebrás. Il a une espérance de vie de 15 ans.

## Objectif
Le SGDC-1 a été conçu pour offrir plus de sécurité pour les communications stratégiques du gouvernement et des communications militaires, parce que le contrôle est effectué au Brésil dans les stations situées dans les zones militaires, sous la coordination de Telebras et du Ministère de la Défense.
D'après le gouvernement brésilien, l'acquisition d'un satellite de communications civiles et militaires est une décision stratégique et nécessaire pour assurer la souveraineté du pays. Actuellement, les satellites qui fournissent un service au Brésil sont contrôlés par stations qui sont en dehors du pays où leur contrôle d'attitude est géré par sociétés étrangères. L'un et l'autre présentent des risques  d'interruptions de services dans une situation hypothétique de conflit international ou en raison d'autres intérêts, politiques ou économiques.
L'entreprise responsable de l'intégration du système de SGDC s'appelle Visiona Tecnologia Espacial, une coentreprise entre deux autres entreprises : Embraer et Telebras. Il est prévu aussi que le satellite puisse améliorer l'accès à large bande dans les régions les plus éloignées et isolées des grands centres du pays, où il n'y a pas de réseau terrestre de la fibre optique.
En plus, le lancement réussi, qui a eu lieu le 4 mai 2017, a ouvert un nouveau chapitre dans la technologie spatiale brésilienne, à cause du transfert de technologie prévu dans le programme.

## L'histoire
Telebrás et Visiona Tecnologia Espacial ont signé le 28 novembre de 2013, un contrat pour développer le satellite SGDC-1, dont la valeur est de R$ 1,3 milliard de dollars.
La prochaine étape du projet était l'embauche des fournisseurs par l'entreprise Envisage et après ça, le début des activités de développement et d'intégration du système.
Après 12 mois dans le processus de sélection, la Visiona, le 12 décembre de 2013 a signé les contrats avec les sociétés Thales Alenia Space (TAS) et Arianespace, qui ont accepté de fournir, respectivement, le satellite et de faire son lancement vers l'orbite choisie.
L'embauche des fournisseurs de Visiona a eu lieu deux semaines après la signature du contrat avec Telebras, le client final du système SGDC.

## Lancement
Le satellite brésilien et le satellite Koreasat 7 ont été lancés avec succès vers l'espace, le 4 de mai 2017, à 21h52, UTC, du centre spatial de Kourou, en Guyane française à  travers un lanceur Ariane 5 ECA de la société française Arianespace. Il avait une masse de 5 800 kg.

## La capacité et la couverture
Le SGDC-1 est équipé de plusieurs répéteurs en bande Ka et 5 dans la bande X pour fournir l'internet large bande et communications pour le gouvernement brésilien et les Forces Armées.